# Pterobryopsis crassiuscula
Pterobryopsis crassiuscula là một loài Rêu trong họ Pterobryaceae. Loài này được (Cardot) Broth. miêu tả khoa học đầu tiên năm 1905.